# The Alchemist
The Alchemist, pseudonimo di Daniel Alan Maman (Beverly Hills, 25 ottobre 1977), è un beatmaker, produttore discografico e rapper statunitense.

## Biografia
Da ragazzo, The Alchemist inizia ad identificarsi con i suoni urbani dell'hip-hop, ed inizia a comporne di proprie. Si unisce ad altri artisti simili a lui nel modo di comporre le proprie liriche e nella forte ribellione contro il tessuto suburbano di cui fanno parte: tra questi Shifty Shellshock dei Crazy Town, Evidence dei Dilated Peoples e Scott Caan, figlio di James Caan. The Alchemist e Scott Caan decidono di formare un duo, chiamato The Whooliganz. Ad una festa a Los Angeles, attirano l'attenzione di B-Real frontman dei Cypress Hill. Questi invita i due ragazzi ad unirsi alla propria crew, The Soul Assassins, di cui fanno parte anche gruppi come gli House of Pain e i Funkdoobiest. Nel 1993, i The Whooliganz pubblicano il proprio singolo di debutto, "Put Your Handz Up." La canzone riceve poca attenzione da parte delle radio e la casa discografica del duo, la Tommy Boy Records, decide di mettere da parte l'idea di un loro album. Scott Caan si dà alla recitazione, mentre The Alchemist inizia ad interessarsi al beat-making.
DJ Muggs prende The Alchemist sotto la sua protezione, insegnandogli ad usare i sampler e la mixing board. The Alchemist lo aiuta nella produzione di alcune tracce per i Cypress Hill e diventa anche uno dei principali produttori del suo amico d'infanzia, Evidence e del suo gruppo, i Dilated Peoples. Quando nel 2000 esce l'album di debutto dei Dilated Peoples, si crea una notevole attenzione attorno al personaggio che sta dietro alle loro produzioni, The Alchemist, che produce anche alcune tracce per Focused Daily, l'album di debutto di Defari, un altro affiliato dei Dilated Peoples e di Alkaholik.
Nel 1999, Muggs presenta The Alchemist ad alcuni amici, i componenti dei Mobb Depp. The Alchemist produrrà per loro due canzoni, inserite nell'album Murda Muzik . Colpiti dalla sua abilità di produttore, i Mobb Depp useranno i suoi beat nei loro album successivi. Con il crescere della sua popolarità, Alchemist inizia a produrre molti degli artisti più importanti e di successo della scena hip-hop statunitense, come Nas, Fat Joe, Jadakiss, Ghostface Killah e Snoop Dogg. Produce anche dei remix per band e artisti estranei al genere, come i Linkin Park e Morcheeba. The Alchemist rimane vicino ai suoi vecchi amici, continuando a produrre per Dilated, Cypress Hill, Everlast (House of Pain) e Crazy Town. Produce anche per rapper meno conosciuti della scena underground, senza che questo significhi una qualità minore nelle produzioni. Nel 2004, 11 anni dopo avere archiviato la sua carriera da rapper, The Alchemist ritorna con l'album "1st Infantry" (Prima Fanteria). L'album contiene il singolo "Hold You Down" (featuring Prodigy, Illa Ghee, e Nina Sky), che raggiunge il 95º posto nella Billboard Hot 100 nel 2005.
The Alchemist è stato attaccato dal rapper underground Ras Kass con il pezzo "Kiss U", nonostante avesse prodotto la sua "Home Sweet Home". La traccia era stata scelta come singolo principale dell'album, così The Alchemist la rivendette a Jadakiss, dei The LOX. Jadakiss fece uscire la sua versione (We Gon' Make It) per primo, riscuotendo più successo di Ras Kass, che tentò inutilmente di bloccarne la pubblicazione.
The Alchemist doveva comparire come DJ ufficiale di Eminem nel tour del 2005, Anger Management 3 Tour, ma fu rimpiazzato da DJ Green Lantern.
The Alchemist forma poi con Evidence il duo Step Brothers e insieme incidono il singolo So Fresh, ennesima collaborazione dei due, singolo contenuto all'interno di The Layover EP di Evidence.
Nel 2007 lavora con Prodigy ad un album dal titolo Return of the Mac.
Produce nel 2009 un mixtape del rapper Fashawn chiamato The Antidote.
Nel 2011 insieme al rapper Curren$y realizza il mixtape Covert Coup, pubblicato in aprile.
Nell'agosto 2012 produce il mixtape di Domo Genesis (Odd Future). Segue una collaborazione con 9Five Eyewar e una con Action Bronson.
Nel giugno 2013 esce Albert Einstein, album collaborativo tra The Alchemist e Prodigy a cui partecipano Havoc, Raekwon e altri artisti.

## Discografia

### Album studio
- 2004 - 1st Infantry
- 2009 - Chemical Warfare
- 2012 - Russian Roulette

### EP
- 2008 - The Alchemist's Cookbook
- 2012 - Yacht Rock
- 2013 - SSUR

### Mixtapes
- 2003 - The Cutting Room Floor
- 2003 - Insomnia
- 2006 - No Days Off
- 2006 - The Chemistry Files
- 2008 - The Cutting Room Floor 2
- 2013 - The Cutting Room Floor 3

### Strumentali
- 2000 - Gangster Theme Music
- 2001 - Action/Drama
- 2002 - The Ultimate Music Machine
- 2004 - Lab Tested, Street Approved
- 2005 - 1st Infantry: The Instrumentals
- 2007 - Rapper's Best Friend
- 2011 - Greneberg Instrumentals
- 2012 - Covert Coup Instrumentals
- 2012 - Rapper's Best Friend 2
- 2013 - 360 Waves Instrumentals
- 2014 - Lord Steppington Instrumental Version
- 2014 - Rapper's Best Friend 3
- 2015 - Israeli Salad
- 2015 - Retarded Alligator Beats
- 2016 - The Silent Partner Instrumentals
- 2017 - Rapper's Best Friend 4
- 2017 - French Blend
- 2017 - French Blend Pt. 2
- 2017 - Paris x LA x Bruxelles (Instrumentals)

### Collaborazioni
- 2007 - Return of the Mac (con Prodigy)
- 2009 - The Antidote (con Fashawn)
- 2010 - Sawblade EP (con Oh No come Gangrene)
- 2010 - Gutter Water (con Oh No come Gangrene)
- 2011 - Covert Coup (con Curren$y)
- 2011 - Greneberg (con Oh No come Gangrene & Roc Marciano)
- 2011 - How Does It Feel EP (con ChrisCo)
- 2012 - Vodka & Ayahuasca (con Oh No come Gangrene)
- 2012 - Odditorium EP (con Oh No come Gangrene)
- 2012 - No Idols (con Domo Genesis)
- 2012 - Rare Chandeliers (con Action Bronson)
- 2013 - 360 Waves (con Durag Dynasty)
- 2013 - Albert Einstein (con Prodigy)
- 2013 - Masterpiece Theatre EP (con Willie the Kid)
- 2013 - The Music of Grand Theft Auto V: The Score (con Tangerine Dream & Woody Jackson & Oh No)
- 2013 - My 1st Chemistry Set (con Boldy James)
- 2014 - Lord Steppington (con Evidence come Step Brothers)
- 2014 - The Good Book (con Budgie)[1]
- 2014 - FASH-ionably Late (con Fashawn)
- 2015 - Welcome to Los Santos (con Oh No)
- 2015 - You Disgust Me (con Oh No come Gangrene)
- 2016 - The Carrollton Heist (con Curren$y)
- 2016 - Rap & Glorie (con Kempi)
- 2016 - The Silent Partner (con Havoc)
- 2017 - Fantasy Island EP (con Jay Worthy)
- 2017 - The Good Book, Volume 2 (con Budgie)
- 2017 - Paris, LA, Bruxelles (con Red Bull France)
- 2017 - Moving Paris (con Lunice)
- 2018 - Fetti (con Freddie Gibbs & Curren$y)
- 2020 – Alfredo (con Freddie Gibbs)
- 2021 - Bo Jackson (con Boldy James)
- 2021 - Super Tecmo Bo (con Boldy James)
- 2021 - Haram (con Armand Hammer)
- 2025 - Alfredo 2 (con Freddie Gibbs)